# Elymnias protogenia
Elymnias protogenia är en fjärilsart som beskrevs av Pieter Cramer 1777. Elymnias protogenia ingår i släktet Elymnias och familjen praktfjärilar. Inga underarter finns listade i Catalogue of Life.